# Barbara D. Metcalf
Barbara Daly Metcalf (* 1941) ist eine amerikanische Historikerin und ehemalige Präsidentin der American Historical Association (AHA).
Metcalf machte ihren Bachelor-Abschluss in Geschichte am Swarthmore College 1963, den Master-Abschluss drei Jahre darauf an der University of Wisconsin in Indian Studies. 1974 wurde sie an der Fakultät für Süd-/Südostasien-Studien an der University of California promoviert. Anschließend dozierte sie auch dort für ein Jahr. Von 1975 an nahm sie eine sieben Jahre dauernde Lehrtätigkeit an der University of Pennsylvania auf. Von 1983 bis 1986 arbeitete sie als Herausgeberin (acquiring editor) bei der University of California Press. 1996 wurde sie auf einen Lehrstuhl für Geschichte an die University of California berufen und hatte ihn für sieben Jahre inne. Danach wechselte sie an die University of Michigan und wurde Alice Freeman Palmer Professor of History. Ein Jahr darauf wählte man sie zur Direktorin des Center for South Asian Studies, die sie bis 2007 blieb. 2010 wurde Metcalf emeritiert.  2000 war sie Vizepräsidentin der AHA, 2010 deren Präsidentin.

## Werk (Auswahl)
- Islamic Revival in British India: Deoband, 1860–1900, Princeton, N.J. 1982. ISBN 0-691-05343-X
- Islamic Contestations: Essays on Muslims in India and Pakistan, New Delhi, New York 2004. ISBN 0-19-566666-6
- (zusammen mit Thomas R. Metcalf): A Concise History of Modern India, 2. Auflage, New York 2006. ISBN 978-0-521-68225-1